# شاكر عبد الجليل
شاكر عبد الجليل، لاعب كرة قدم بحريني سابق، ومدرب كرة قدم حالي.
و قد كان يلعب مع نادي جدحفص البحريني.
و قد لعب مع منتخب البحرين لكرة القدم.

## كأس الخليج 1982
و قد سجل هدف في مرمى منتخب عمان لكرة القدم.

## مسيرته التدريبية
و قد درب نادي الاتحاد البحريني.